# Helloween
Helloween es una banda alemana de speed metal y power metal fundada en Hamburgo en 1978. Comúnmente se les considera “los padres del power metal", siendo la banda más influyente para el desarrollo de dicho subgénero, especialmente por sus álbumes Keeper Of The Seven Keys Part 1 (1987) y Part 2 (1988). Con anterioridad, su estilo se orientaba al speed metal, resultando clave para ese otro subgénero su debut discográfico (Walls of Jericho, 1985) con su primera formación clásica: Kai Hansen, Michael Weikath, Markus Grosskopf e Ingo Schwichtenberg. Tras el fallecimiento de Schwichtenberg y la salida de su fundador Kai Hansen (primer cantante y guitarrista, quien abandonaría el grupo para fundar la banda Gamma Ray) y de su segundo cantante Michael Kiske (reemplazado por Andi Deris), Helloween contribuyó notoriamente a que surgiera la "edad dorada del power metal" entre finales de los años 1990 y principios de los 2000 (con álbumes como Master Of The Rings, The Time of the Oath, Better Than Raw o The Dark Ride). Continuando ininterrumpidamente su actividad musical y producción discográfica desde su fundación.
En el año 2017, Hansen y Kiske retornarían a la banda (que pasó por tanto a contar simultáneamente con tres cantantes, los mismos de las 3 generaciones de la banda), culminando así una de las reuniones más esperadas de la historia del heavy metal con la publicación de su disco homónimo en 2021. A nivel global, Helloween ha vendido más de diez millones de álbumes, ha obtenido catorce discos de oro y seis discos de platino y es considerada una de las mejores bandas de heavy metal de la historia.

## Historia

### Primeros años y primer álbum (1978-1986)
La historia de Helloween comienza en 1978, cuando Kai Hansen y Piet Sielck forman una banda llamada "Gentry". En 1981, cambiaron el nombre a "Second Hell" y reclutaron al baterista Ingo Schwichtenberg y al bajista Markus Grosskopf, que por aquel entonces desarrollaban su labor en una banda llamada Traumschiff. En 1982 Piet Sielck (quien más tarde fundaría Iron Savior), abandona Second Hell y la banda cambia su nombre a "Iron Fist". En 1984, el sello independiente llamado Noise Records invitaría a la banda a la grabación de dos temas para el nuevo Death Metal, un recopilatorio hecho conjuntamente con otras bandas europeas como Running Wild, Dark Avenger y Hellhammer. Helloween contribuyó con dos temas, una versión lenta de «Metal Invaders» –la cual sería incluida después en su álbum Walls of Jericho– y con el tema «Oernst Of Life».
El grupo no estaba satisfecho con la idea de llamarse Iron Fist, por lo que cambió su nombre por el de "Helloween" en 1984. Un juego de palabras entre la palabra "Hell" que significa infierno y la festividad Halloween. Por iniciativa de Michael Weikath, se reemplazó la letra "o" por una calabaza; esto, con el paso de los años, se convertiría en el símbolo más importante del grupo.
En 1985 Helloween, ya con el guitarrista Michael Weikath –proveniente de la banda Powerfool– en sustitución de Piet Sielck, grabó en el estudio con el productor Harris Johns su debut, un mini-LP autotitulado que contenía 5 temas. El mini-LP tuvo gran éxito, y cosechó críticas mayoritariamente positivas. Durante este mismo año, el entonces cuarteto grabó y lanzó, de nuevo junto a Harris Johns, su primer álbum, titulado Walls of Jericho. De nuevo, Helloween captó la atención de los medios de comunicación y recibió excelentes críticas.
Sin embargo, durante la posterior gira quedó de manifiesto la dificultad de Kai Hansen para cantar y tocar la guitarra al mismo tiempo. Su última aparición como cantante principal de la banda fue en 1986 con el sencillo «Judas», que contenía la canción homónima, así como algunos temas grabados en directo. Dicha dificultad, sumada a sus constantes problemas con la voz, suscitó la idea de incluir a un quinto integrante. Su primera opción fue reclutar a Ralph Scheepers del grupo Tyran Pace; (Quién terminaría siendo vocalista del segundo grupo de Kai, Gamma Ray y posteriormente en Primal Fear ) sin embargo, ante su negativa, la banda terminó por reclutar a un joven de 18 años de una pequeña banda local conocida como III Prophecy, Michael Kiske. Posteriormente, se lanzó a la venta una compilación que unía el mini-LP con el álbum Walls of Jericho.

### Keeper of the Seven Keys(1986–1989)

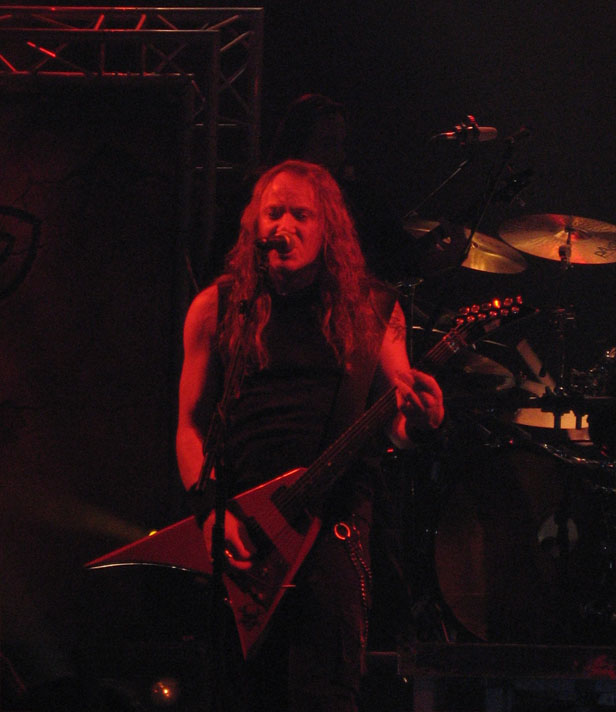
Kai Hansen en concierto.

Con el nuevo cantante, grabaron en 1986 su siguiente álbum (producido por Tommy Hansen y Tommy Newton), la primera parte del que sería considerado uno de los mejores discos de Helloween, Keeper Of The Seven Keys Part 1. Helloween recibió excelentes críticas en todas partes del mundo, incluyendo Estados Unidos, donde se embarcaron en su primera gira junto a Grim Reaper y Armored Saint. Dicho disco continuó con el estilo de los dos álbumes anteriores, si bien la principal novedad fue el sonido melódico y épico que aportaba la extraordinaria voz de Michael Kiske, y que hizo que Kai Hansen pudiera concentrarse exclusivamente en la composición, arreglos y ejecución de la guitarra junto a Michael Weikath. Gracias a este trabajo y a sus presentaciones en vivo, Helloween rápidamente se convirtió en una de las bandas del género de mayor éxito en Europa a finales de los años ochenta, al haber sabido conquistar a un amplio séquito de fanes.
Keeper Of The Seven Keys Part 1 es considerado como el álbum que provocó el nacimiento del power metal. Originalmente se planteó lanzar ambas partes como un álbum doble, pero Noise Records forzó el cambio de idea, por lo que finalmente fueron lanzados por separado.
En 1988, Helloween grabó la segunda parte del disco, Keeper Of The Seven Keys Part 2, el cual llegaría a ser la punta de lanza para los mercados internacionales. Este disco es considerado como uno de los pilares fundamentales en la escena del metal melódico y llegó a cosechar un éxito incluso mayor que su antecesor. Es el álbum más vendido de la historia del grupo, gracias a temas que rápidamente se convertirían en clásicos, como «I Want Out» o «Eagle Fly Free», así como el tema homónimo, de trece minutos de duración, que pone fin al disco.

### Salida de Hansen y era Kiske-Weikath (1989–1993)

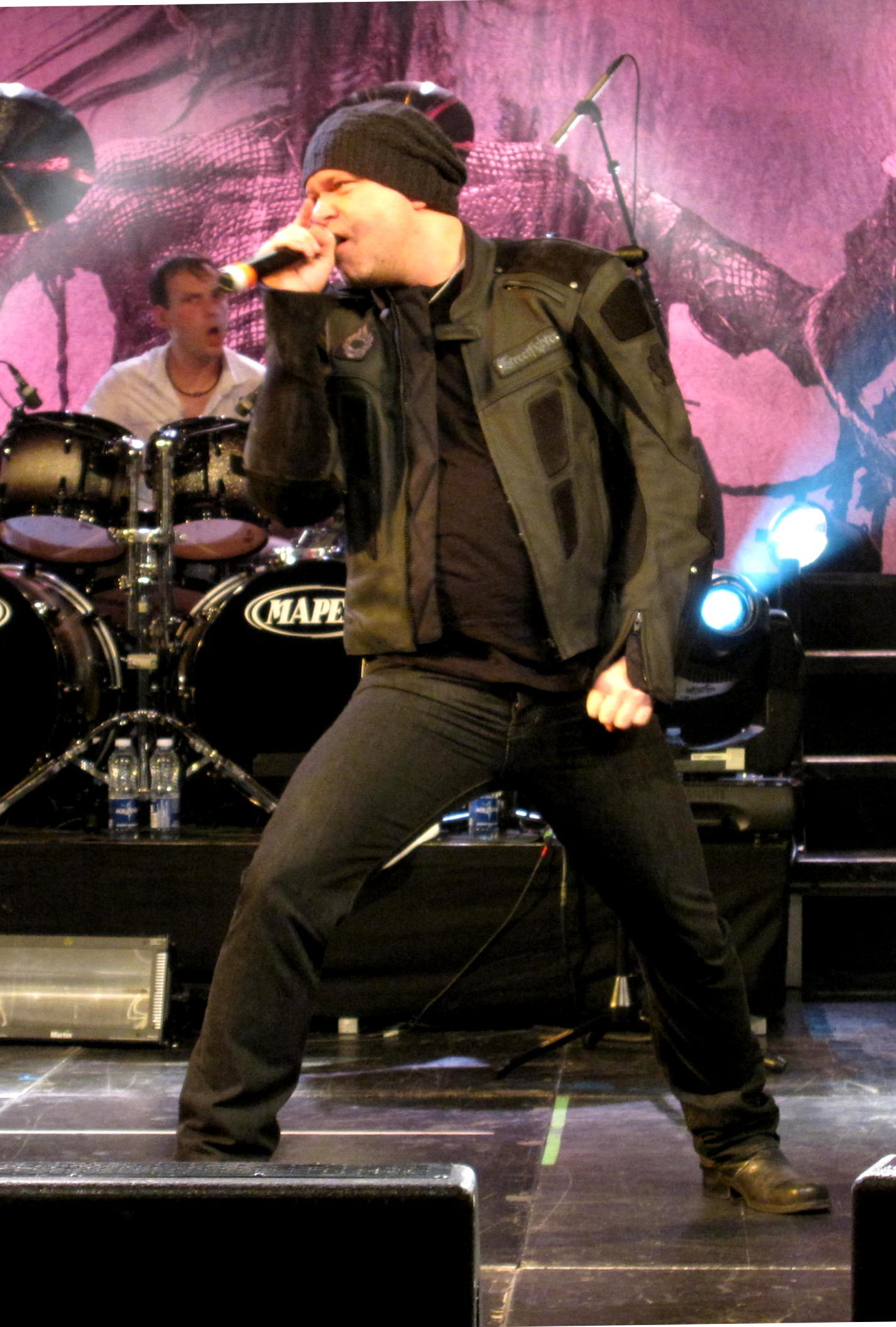
Michael Kiske en concierto

A pesar de su éxito, Keeper 2 trajo consigo una pesada carga: el descontento creciente de Kai Hansen por las presiones y los arreglos contractuales con el sello Noise Records, así como por el nuevo sonido (más melódico y comercial) que estaba tomando la banda por aquel entonces. Esto llevó a Hansen a tomar la difícil decisión de abandonar la banda después de la gira por Europa. Tras colaborar con Blind Guardian, tomó la decisión de formar un nuevo grupo de estilo más cercano al power metal junto al vocalista Ralf Scheepers, que tomaría por nombre Gamma Ray.
Tras una pausa de dos años y muchas especulaciones con respecto al futuro de la banda, Helloween finalmente decide continuar sin su exguitarrista, quien es sustituido por el destacado guitarrista del grupo Rampage, Roland Grapow, quien ya había acompañado a la banda durante la segunda parte de la gira del Keeper 2 por Estados Unidos. Con esta nueva alineación, y pese al enorme éxito que significaron sus dos álbumes anteriores, Helloween continuaba debatiéndose entre su supervivencia y su disolución.
Después de cierta inestabilidad, Michael Kiske puso como condición para su permanencia en la banda tomar parte activa en la composición de los temas para el próximo álbum junto a Helloween. El resultado sería un álbum mucho más melódico que los anteriores, Pink Bubbles Go Ape, matizado por algunos temas como “The Chance” (irónicamente, una aportación del nuevo miembro, Grapow) que recordaban el anterior estilo de la banda. Pese a su marcado enfoque comercial, este disco no logró el éxito esperado y nuevamente comenzaron los problemas con el sello discográfico y entre los mismos integrantes de la banda. Así, Michael Weikath, decepcionado con el giro que había dado la banda, intenta reorganizar Helloween invitando a los ensayos al vocalista de Pink Cream 69 Andi Deris, quien declinó la oferta ante la propuesta de reemplazar a Kiske.
En 1993, con la misma alineación del disco anterior, lanzaron Chameleon. Este disco mostraba influencias del pop, el jazz, el blues e incluso del rock progresivo, y mostraba a la banda en una faceta aún más alejada del metal del álbum anterior. Pese a su originalidad, este disco provocó el descontento de gran parte de sus fanes, acostumbrados a un estilo más pesado. «Giants» o «Step Out Of Hell» (relativa a los problemas con las drogas de Schwichtenberg) son algunos de los temas más destacados e innovadores del álbum, así como el tema «I Believe», que contó con la participación de un coro infantil (integrado, entre otros, por los futuros fundadores de Black Buddafly) y de músicos clásicos como Stefan Pintey o Axel Bergstedt, estando igualmente presente la orquestación sinfónica en la balada «Longing»; de este modo, anticiparon en cierta medida el sonido sinfónico y progresivo de otras bandas herederas de su trabajo de la segunda mitad de la década de los noventa, como Rhapsody, Stratovarius o Sonata Arctica.
Sin embargo, la gira promocional solo sirvió para agudizar los conflictos personales entre los integrantes de la banda. El baterista Ingo Schwichtenberg cayó gravemente enfermo debido a una declarada esquizofrenia, complicada por una dependencia a las drogas duras durante los últimos años. Esto provocó que Weikath, cansado de su falta de compromiso con la banda, lo expulsara de la misma a mitad de la gira, teniendo que ser reemplazado por Ritchie Abdel-Nabi, cuyo modesto desempeño no supo cumplir las expectativas de la banda.
El escaso éxito del álbum no hizo más que aumentar aún más los problemas en el seno del grupo, en particular entre el guitarrista Michael Weikath y el vocalista Michael Kiske, los cuales terminaron con la decisión de Weikath y Grosskopf de expulsar a Kiske de la banda.
Kiske, decepcionado con la escena musical, lanzó en 1996 Instant Clarity, un disco similar a sus últimos trabajos con Helloween, esta vez en colaboración con otras grandes figuras de la escena del metal europeo como Kai Hansen y Adrian Smith. Dicho álbum estuvo dedicado a sus excompañeros, a quienes agradece sarcásticamente por "enseñarle la importancia del verdadero arte y la amistad".

### Primeros años con Andi Deris (1994-2000)

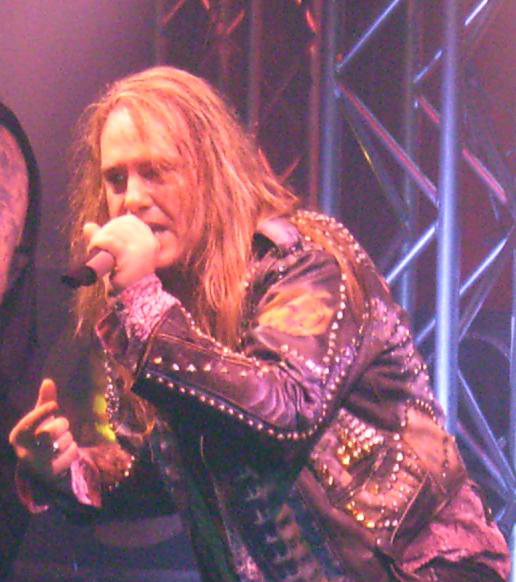
Andi Deris en concierto.

Helloween –ya sin Hansen, ni Schwichtenberg, ni Kiske– volvió con una nueva alineación en 1994. Por un lado, el papel de vocalista sería asumido por el cantante Andi Deris, de la banda de rock alemana Pink Cream 69, que poseía una mayor orientación hacia el glam y el hard rock. El vocalista, amigo de Michael Weikath, ya fue considerado por este para reemplazar a Kiske dos años atrás. Por otro lado, Uli Kusch, de Gamma Ray, asumió su labor como baterista del grupo. Ese mismo año se lanza Master Of The Rings, un disco que presentaba un estilo más clásico y duro en comparación al trabajo anterior, y que combinaba los arreglos metaleros propios de Helloween con un estilo ya experimentado por Deris en Pink Cream 69. Este disco es considerado como el inicio de la nueva era de Helloween, cuyo estilo iría evolucionando en álbumes posteriores. Destacan temas como «Why?», «Sole Survivor», «Still we go» y «Mr Ego», un particular tema que, según se dice, está dedicado a Michael Kiske. Master of the Rings vendió en un solo año más de un millón de copias –en comparación con las cien mil vendidas por el anterior Chamaleon–, y tantas como lo hizo la segunda parte de los Keeper siete años atrás. Además, supuso la obtención por parte de la banda de discos de oro y platino en distintos países. El disco fue reeditado en 2006, en formato de doble CD con las caras B incluidas en el segundo CD.
Llegado 1995, la noticia del suicidio del exbaterista Ingo Schwichtenberg supuso un duro golpe para la banda y para sus fanes. Debido a este acontecimiento, Weikath y compañía dedicaron su segundo disco de esta nueva era al fallecido músico.
A partir del relativo éxito de Master of the Rings, llegaría The Time Of The Oath en 1996, considerado por algunos críticos varios lustros después como su mejor trabajo de la era post-Kiske. Con un retorno a un sonido oscuro, crudo y agresivo, más cercano al de sus primeros dos álbumes (la canción homónima, “Power”, “Steel Tormentor”, “We Burn”, “Kings Will Be Kings”), algún corte de tono más progresivo (“Mission Motherland”) y excelentes baladas (destacando “Forever And One”), supo cautivar a una nueva audiencia de seguidores. Este disco reposicionó a la banda como una de las bandas más importantes del metal en Europa, y permitió tomar distancia de la era con Kiske. De acuerdo con el propio Deris, The Time Of The Oath hace referencias a las profecías de Nostradamus, extremo especialmente evidente en la canción “Before The War”. La publicación del disco fue sucedida por una gira promocional y por el lanzamiento de un disco doble en directo llamado High Live. Para entonces, Deris se había asentado como nuevo frontman de Helloween, creando un estilo propio y diferenciado al de su predecesor. Precisamente Kiske declararía varios lustros después, una vez de vuelta a la banda, que sus canciones preferidas de toda la etapa de Deris atendiendo al desempeño de su sucesor pertenecen a estos dos primeros discos.
En 1998, Helloween lanzó Better Than Raw. La portada incluía una bruja en bondage entre las ya características calabazas. Desde el punto de vista musical, se trataba de un disco de corte más oscuro y agresivo, con ciertos tintes progresivos, en el cual destacan temas como el pesado y estruendoso preludio de «Push», «A Handful of Pain» o «Lavdate Dominvm», cantado este último en latín escolástico; manteniendo igualmente el sonido de los dos discos anteriores en canciones como «Midnight Sun» e incluyendo algún corte próximo al hard rock más comercial como el sencillo «I Can».
En 1999 saldría a la luz Metal Jukebox, un recopilatorio de versiones de canciones famosas de rock y heavy metal para conmemorar el decimoquinto aniversario de la banda. El recopilatorio incluye temas de Scorpions, Jethro Tull, The Beatles, Faith No More, Cream y ABBA, entre otros artistas. Tuvo un escaso éxito entre el público, ya que únicamente se trataba de un trabajo realizado para celebrar dicha efeméride.
Al año siguiente, continuando con el sonido agresivo y duro de Better Than Raw, lanzan The Dark Ride. El álbum fue producido por los renombrados Charlie Bauerfeind y Roy Z (conocido por sus trabajos con Bruce Dickinson y Rob Halford). Fue aclamado como uno de los mejores trabajos del grupo, por su variedad y sonido más potente y oscuro. Sobresalen canciones como «Mr. Torture» (única canción de Helloween incluida en la conocida obra “1001 canciones que hay que escuchar antes de morir”) y «If I Could Fly», que fueron incluidas en sencillos, así como el tema homónimo, en el que se puede apreciar el virtuosismo de Roland Grapow, quien escribió casi todos los solos de guitarra que se escuchan en el álbum.
La crítica reconoció el álbum como uno de los mejores del año, pero el líder de Helloween, Michael Weikath –quien nunca dio visto bueno a la idea de hacer un álbum de este tipo– se reunió con Deris y con Markus, a quienes les comentó la responsabilidad de Grapow y Kusch de la mala dirección que, según él, había tomado Helloween en el disco, y que la única manera de revivir a la banda era prescindiendo de sus servicios. Los problemas siguieron, y tanto el guitarrista Roland Grapow como el baterista Uli Kusch fueron expulsados. Los expulsados siguieron trabajando en su proyecto Masterplan.

### Cambios de formación (2002-2004)
En aquel momento, la labor compositiva de Helloween quedó reducida al trabajo de Andi Deris, Michael Weikath y Markus Grosskopf. A principios del 2003 la banda lanzó el álbum Rabbit Don't Come Easy. Este álbum supuso un gran cambio respecto al anterior, al presentar un estilo menos oscuro, y al mismo tiempo más dinámico y enérgico. La banda incorporó al guitarrista Sascha Gerstner (ex-Freedom Call) para sustituir al expulsado Roland Grapow. Destaca la aparición como tema extra de una versión de un clásico de Queen, Sheer Heart Attack.

### Línea de formación estable y discos recientes (2005-2016)
A mediados de 2005 llega Keeper Of The Seven Keys - The Legacy, previa incorporación del baterista Dani Löble en la formación. Si bien el nombre del disco intenta evocar los anteriores Keepers, presenta un estilo más cercano a lo visto previamente en los últimos trabajos junto a Deris. Destaca «The King for a 1000 Years», un complejo tema de 13 minutos de duración, que continuaría la historia de los anteriores temas largos de los otros Keepers (Halloween y Keeper of the Seven Keys).
Si bien surgió una gran especulación en torno al nuevo disco –probablemente la estrategia era suscitar cierta expectación por una supuesta vuelta al viejo estilo de la banda–, el resultado final no contentó del todo a los fanes. Se trata de un disco doble que casi llega a los 80 minutos de duración, con gran variedad musical entre todos los temas que lo componen, pero con temas que quizá hubieran sido "caras B" en un disco más corto. Michael Weikath se puso en contacto con el mánager de Michael Kiske para invitarlo a cantar en alguna canción del nuevo disco, pero el músico rechazó la invitación. El disco fue presentado en una nueva gira por América, Europa, Asia –Live on 3 Continents–, que posteriormente quedaría reflejada en el directo Live in Sao Paulo, que contiene temas grabados en los conciertos de São Paulo, Sofía y Tokio.
En octubre de 2007, la banda editó Gambling With The Devil. Un álbum en donde Michael Weikath acierta más que en cualquiera de los dos discos anteriores en lo que se refiere a la dirección de la banda; con arreglos instrumentales creativos y excelentemente ejecutados, recargados de virtuosismo y creatividad, en el que destacan las composiciones de Grosskopf (como “Final Fortune” o “Heaven Tell No Lies”). El disco combina el tradicional sonido de la banda, como se puede apreciar en «The Saints», «Paint New World» y «Dreambound», y el estilo más propio de Andi Deris a modo de su anterior banda Pink Cream 69, como puede evidenciarse en el sencillo «As Long As I Fall» además de la inclusión de Sascha Gerstner en algunas de las composiciones.
El título del álbum, Gambling With The Devil, es definitivamente programático. "Al final del día, la vida es como una apuesta con el diablo", el vocalista Andi Deris reconoce. El hombre sabe de lo que está hablando: al igual que algunos actos de otro metal, Helloween han sobrevivido a muchas modas y las tendencias del negocio de la música ha producido, con cada nueva experiencia para acercarse a su próximo desafío con nuevas fuerzas.
Con Gambling With The Devil Helloween intenta conciliar el lado más oscuro y crítico del metal con la inherente responsabilidad que nos compete a los seres humanos de cambiar nuestros destinos.
Tras el lanzamiento del álbum, los Helloween se embarcaron en una gira mundial (por primera vez en su historia) junto a Gamma Ray y Axxis, donde como acto culminante del "Hellish Rock" Andi Deris y el fundador del grupo, Kai Hansen cantaron juntos «I Want Out».
En 2009 fue publicado en la página de la banda el siguiente comunicado:
"No somos una de esas bandas que les gusta celebrar cosas suyas, pero solo queríamos dar las gracias de una manera especial a todos ustedes que nos han estado siguiendo estos 25 años. Para nosotros, este álbum es como una celebración oficial.
(El disco) ha sido un gran reto y una gran experiencia, y nos lo hemos pasado muy bien grabando nuestros temas más importantes de una manera completamente nueva y con nuevos arreglos. ¡Esperamos que les gusten!"
Este disco muestra algunas de las mejores canciones de la banda regrabadas en estilos no metaleros. The Keeper's Trilogy, que está compuesta por los temas Halloween – Keeper Of The Seven Keys – The King For A 1000 Years interpretadas junto a la Filarmónica de Praga, compuesta por 70 miembros, es considerada la mejor canción de este álbum. La orquesta también acompaña a la banda en el tema A Tale That Wasn´t Right.
También muestra versiones acústicas como Eagle Fly Free, Future World, una versión piano de Forever and One, o una versión jazz de Dr. Stein, entre otros. El disco fue lanzado en Japón y Asia el 16 de diciembre; el lanzamiento en Europa fue el 29 de enero de 2010.
Helloween lanza su álbum #13 de larga duración titulado "7 Sinners". La banda escribió más de 20 canciones para luego proceder a escoger las mejores ideas para el disco. El primer tema en ser mostrado fue "Are You Metal", también destacan canciones como "Who is Mr. Madman", “World of Fantasy”, "If A Mountain Could Talk" y "You Stupid Mankind", demostrando rapidez y potencia, continuación lógica del estilo de Gambling with the devil. Se destacan también los 2 temas compuestos por Michael Weikath en esta ocasión: "Raise the Noise" y "The Sage, the Fool, the Sinner". Este disco espera un cambio duro y fuerte para los que se fueron con la mala impresión de "Unarmed", dado que este último ha sido un blanco de críticas a la banda. Después de su lanzamiento, la banda inicia tour junto a Stratovarius como sus invitados.
Tras la recepción positiva generalizada de 7 Sinners, Helloween compuso un nuevo disco de estudio que vio la luz en enero de 2013. Este álbum tuvo por título Straight Out of Hell y contó con el tema Nabataea como sencillo de lanzamiento. El 28 de febrero en Barcelona empezó la gira para promocionar el disco, otra vez en compañía de Gamma Ray, tal y como hicieron en la gira de Gambling with the Devil.
Straight Out of Hell es casi un reseteo a la evolución de la banda en los últimos discos. Abandonan el toque más oscuro y progresivo de sus últimas obras para devolvernos a los Helloween más clásicos, mezclando canciones de puro power metal europeo como "Burning Sun", "Nabataea", "Far From the Stars" con otras más hardrockeras como "Waiting for the Thunder" o "Live Now". Otros temas estrella serían "Asshole", compuesta por Sascha Gerstner y la homónima "Straight Out of Hell" de Markus Grosskopf.
Por otra parte, como consecuencia del éxito de Unisonic (el grupo en el que Michael Kiske y Kai Hansen volvieron a grabar y girar juntos tras más de veinte años), aumentaron las especulaciones sobre una reunión del núcleo clásico de Helloween. De esta forma, Michael Weikath, Kai Hansen, Michael Kiske y Markus Grosskopf volverían a estar juntos sobre un escenario -sin que la añorada formación pudiese completarse debido a la desaparición del batería Ingo Schwichtenberg.
En mayo de 2015 Helloween lanza su álbum #15, titulado My God-Given Right. El guitarrista del grupo, Michael Weikath, afirmó que: «El nuevo álbum es típico Helloween de los ochenta y moderno al mismo tiempo».

### Pumpkins United (2017–presente)
En noviembre de 2016 se anunció la reunión de Michael Kiske y Kai Hansen junto con el resto de la formación actual (convirtiéndose en un septeto, con dos cantantes, tres guitarristas, bajista y baterista), para comenzar una nueva gira el 19 de octubre de 2017 en Monterrey, México. La gira se llamó oficialmente Pumpkins United World Tour 2017/2018.
Juntos también sacaron una nueva canción, que al igual que la gira se llama "Pumpkins United" y que tiene vídeo oficial grabado en directo en el Festival Wacken.
Además, en agosto de 2019 se anunció un álbum en directo con esta formación unida bajo el nombre de United Alive y grabado durante la gira Pumpkins United World Tour. Dicho álbum, United Alive in Madrid (que contiene el concierto íntegro ofrecido el 9 de diciembre de 2017 en la capital de España, además de cuatro bonus tracks grabados en sus conciertos de Praga, Santiago de Chile, São Paulo y el Wacken Open Air) fue publicado en octubre de 2019.
Debido a la pandemia de COVID-19, se retrasó la publicación del nuevo disco de estudio con la formación reunida, Helloween, que vio la luz en junio de 2021. El disco tuvo gran acogida entre crítica y público, alcanzando el "número uno" en ventas en varios países, como Alemania o España. A raíz del éxito del álbum, la banda lanzó un cómic y una serie de figuras de acción inspirados en la mitología de la banda. En marzo de 2023, Michael Kiske confirmó que estaban trabajando en un nuevo álbum, avanzando que tendría más peso compositivo Kai Hansen que en el disco anterior. En mayo de 2023, se anunció que Helloween formará parte del Metal Hall of Fame.

## Giras
- Mini LP Tour (1985)
- Walls of Jericho World Tour (1985-1986)
- Seven Keys + Hell on Wheels Tour (1987)
- Pumpkins Fly Free Tour+Headbangers Ball Tour (1988-1989)
- Pink Bubbles Go Ape On Tour (1992)
- Chameleon Tour (1993)
- Master of the Rings Tour (1994-1995)
- The Time of the Oath Tour (1996)
- Better Than Raw Tour (1998)
- The Dark Ride Tour (2001)
- Rabbit Don't Come Easy World Tour (2003-2004)
- Keeper of The Seven Keys - The Legacy World Tour (2005-2006)
- Hellish Rock Tour (2007-2008)
- Unarmed Acoustic Promotion Store Gig Tour (2010)
- The Seven Sinners World Tour (2011)
- Hellish Rock Tour Part II (2013)
- Summer Festivals 2014 (2014)
- My God-Given Right Tour (2015-2016)
- Pumpkins United Reunion World Tour (2017-2018)
- United Forces World Tour (2022-2023)

## Miembros

### Formación actual
- Andi Deris - Vocalista (1994-presente), Teclados (2005)
- Michael Kiske - Vocalista (1987-1993) (2017-presente)
- Kai Hansen - Guitarra y Vocalista (1984-1988) (2017-presente)
- Michael Weikath - Guitarra líder (1984-presente), Teclados (1986-1988)
- Sascha Gerstner - Guitarra (2002-presente), Teclados (2005)
- Markus Grosskopf - Bajo (1984-presente)
- Dani Löble - Batería (2005-presente)

#### Miembros anteriores
- Ingo Schwichtenberg: Batería (1984-1993) †
- Roland Grapow: Guitarra (1989-2001)
- Uli Kusch: Batería (1994-2001)
- Mark Cross: Batería (2001-2003)
- Stefan Schwarzmann: Batería (2003-2005)

#### Adicionales
- Ritchie Abdel-Nabi: Batería (1993)
- Jörn Ellerbrock: Teclados y piano (1988–2003)
- Mikkey Dee: Batería (2003) Interpretó como músico de sesión las canciones 1-6, 8-10, 12 de Rabbit Don't Come Easy.
- Matthias Ulmer: Teclados (2007–presente)
- Eddy Wrapiprou: Teclados (2010)

## Discografía
Anexo:Discografía de Helloween
Álbumes de estudio
- Helloween (EP, 1985)
- Walls of Jericho (1985)
- Keeper Of The Seven Keys Part I (1987)
- Keeper Of The Seven Keys Part II (1988)
- Pink Bubbles Go Ape (1991)
- Chameleon (1993)
- Master Of The Rings (1994)
- The Time Of The Oath (1996)
- Better Than Raw (1998)
- The Dark Ride (2000)
- Rabbit Don't Come Easy (2003)
- Keeper Of The Seven Keys - The Legacy (2005)
- Gambling With The Devil (2007)
- 7 Sinners (2010)
- Straight Out of Hell (2013)
- My God-Given Right (2015)
- Helloween (2021)
- Giants and Monsters (2025)